# Carlos Kunkel
Carlos Miguel Kunkel (Bragado, 6 de noviembre de 1945) es un abogado, político argentino e histórico dirigente peronista. Formó parte de la organización Montoneros, y fue diputado nacional desde el año 2005 a 2017 por el Frente para la Victoria - PJ. Fue jefe de la Juventud Peronista en la ciudad de La Plata en los años setenta, organización en la que se encontraban, entre otros, Néstor Kirchner y Cristina Fernández de Kirchner.

## Biografía

### Primeros años
Carlos Kunkel nació en la localidad bonaerense de Mechita en 1945. Allí vivió hasta los 3 años, trasladandose luego a la ciudad de Bragado. A los 18 años de edad se mudó a La Plata para cursar la carrera de abogado en la Universidad Nacional de La Plata, recibiéndose en 1971. Mientras estudiaba comenzó a militar en el peronismo de izquierda y fue entonces cuando se afianzó como referente de la FURN (Federación Universitaria para la Revolución Nacional). Debido a su activa militancia política en los sectores juveniles del peronismo de izquierda, llegó a ser Secretario General en la Facultad de Derecho y, luego, responsable político y Secretario General de la JP (Juventud Peronista) de La Plata-Berisso-Ensenada. Durante esta etapa conoció a Néstor Kirchner, de quien fue jefe político.
En las elecciones del 11 de marzo de 1973 fue elegido diputado nacional por la provincia de Buenos Aires y asumió dicho cargo teniendo tan solo 27 años. 
En enero de 1974, Perón convocó a una reunión a los diputados de la Juventud Peronista que estaban en desacuerdo con la reforma del Código Penal, el presidente les indicó que «el que no esté de acuerdo se va» y Ocho de los diputados que representaban a la JP (entre los cuales se encontraba Kunkel), creyeron que lo más coherente era renunciar, y así lo hicieron. Como consecuencia, fueron expulsados del Partido Justicialista.En agosto de 1976 sería detenido durante la madrugada en su casa por un grupo de tareas, siendo encapuchado permaneció desaparecido durante cinco meses cuando fue 'blanqueado' y liberado en un basural en Quilmes.
El diputado Rodolfo Ortega Peña, que se negó a renunciar, fue asesinado por la Triple A el 31 de julio de 1974.

### Militancia en Montoneros
Tras la formación de la organización Montoneros (organización terrorista guerrillera identificada con el peronismo), Kunkel comenzó a formar parte de ella, sus alias o nombres de guerra eran 'Mario', 'Paco' o 'Comandante'. Fue enviado a las ciudades de Resistencia y Corrientes.
A principios de septiembre de 1975 —cerca del final del gobierno de Isabel Perón―, Kunkel fue encarcelado.
El periodista Ceferino Reato, en su libro Operación Primicia afirmó que Carlos Kunkel había formado parte del ataque al Regimiento de Infantería de Monte 29.
Kunkel sostiene, en cambio, que cuando se concretó dicho ataque en Formosa, él ya estaba detenido desde hacía un mes en Chaco (por el Decreto 2525/75).
Durante la dictadura cívico militar (1976-1983) continuó preso y aislado 7 años y medio, sin causa jurídica abierta, en diferentes cárceles o en centros clandestinos del país. El 15 de octubre de 1982 salió de la cárcel con «libertad vigilada» hasta agosto de 1983.

### Funcionario público durante la democracia
Al recuperar la libertad, Kunkel ―de 37 años de edad― desarrolló su militancia en la Renovación Peronista. Entre 1983 y 1985 fue asesor del bloque Justicialista en el Senado de la Nación y luego Secretario del bloque justicialista en el Senado de la Provincia de Buenos Aires.
En 1987 fue asesor en el gabinete provincial del gobernador Antonio Cafiero. Al finalizar el periodo de Cafiero ocupó distintos cargos ejecutivos en la municipalidad de Florencio Varela (distrito al que se mudó) hasta 2001. Allí conoció a su actual esposa, la también política y abogada Cristina Fioramonti, quien era oriunda de Florencio Varela. 
Como abogado fue representante de la UOM-Quilmes.

### Subsecretario de la Presidencia y diputado nacional
Al llegar Néstor Kirchner a la presidencia, en mayo de 2003, Carlos Kunkel asumió como Subsecretario General de la Presidencia de la Nación, siendo una de las personas más cercanas al Presidente durante ese período. Se mantuvo en ese cargo hasta el año 2005.
Muchas veces al ser tildado como «ultrakirchnerista», él responde: «Yo no soy kirchnerista: soy peronista».
En octubre de 2005 fue candidato de las elecciones legislativas en la lista del Frente para la Victoria por la provincia de Buenos Aires. El partido resultó ganador con el 43,3 % de los votos, con lo cual Kunkel resultó elegido diputado nacional para el período 2005-2009.
En diciembre de 2005, fue designado integrante del Consejo de la Magistratura de la Nación desde 2006 hasta noviembre de 2010, siendo uno de los tres representantes de la Cámara de Diputados. Además, durante los años 2006 y 2007 fue Vicepresidente de dicho cuerpo. Fue el autor del proyecto de creación de la Universidad Nacional Arturo Jauretche en Florencio Varela, fundamentando la necesidad de nuevas academias en la evolución de cada distrito. Presentó, además, al menos 9 proyectos de ley de creación de universidades nacionales durante el segundo gobierno de Cristina Fernández de Kirchner.
Kunkel formó nuevamente parte de la lista de candidatos del Frente para la Victoria en las elecciones legislativas de 2009 y en las del 2013. Los resultados de ambas le permitieron renovar su banca, y actualmente ocupa su cargo de Diputado Nacional con mandato hasta el 10 de diciembre de 2017.
Al menos hasta 2011 fue además el Secretario Parlamentario del Partido Justicialista Nacional y consejero nacional de dicho partido
Actualmente, se desempeña como consejero nacional del Partido Justicialista, congresal nacional del Partido Justicialista y consejero del Partido Justicialista de la Provincia de Buenos Aires. 